# I giorni della vita (dramma)
I giorni della vita (The Time of Your Life) è un'opera teatrale di William Saroyan che ha debuttato a New York nel 1939. Il dramma rimase in scena per 249 repliche, vinse il Premio Pulitzer per la drammaturgia e fu riadattato da James Cagney nel film I giorni della vita.

## Trama
Il Nick's Saloon è un punto di approdo per personaggi di ogni tipo e provenienza: giovani donne in cerca di un riscatto, artisti di varietà affamati senza un ingaggio, ubriaconi, sbruffoni impenitenti, disoccupati, gente di malaffare, poliziotti, strilloni, giocatori di flipper.
In mezzo, al suo solito tavolino, spesso con una coppa di champagne in mano, Joe discute, osserva, commenta, consiglia, offre da bere, talvolta incoraggia, aiuta con denaro, raddrizza situazioni sentimentali in crisi.

## Rappresentazioni
The Time of Your Life è stata presentata in prima assoluta il 25 ottobre 1939 al Booth Theatre di New York, poi proseguita al Guild Theatre, per un totale di 249 repliche. La regia era di Eddie Dowling (anche attore nel ruolo di Joe) e William Saroyan, con Julie Haydon (Kitty Duval), Celeste Holm (Mary L.), Charles De Sheim (Nick), Gene Kelly (Harry).
La prima italiana de I giorni della vita, nella traduzione di Gerardo Guerrieri, è stata il 17 luglio 1945 presso la Sala Eleonora Duse di Roma, come saggio di regia dell'Accademia nazionale di arte drammatica da parte di Adolfo Celi, scene di Renzo Vespignani e Libero Petrassi. Interpreti: Alberto Bonucci (Joe), Ignazio Bosic, Edda Albertini, Tino Buazzelli, Manlio Busoni, Alberto D'Aversa, Nino Manfredi, Francesco Berardi, Giancarlo Sbragia, Vittorio Caprioli, Argia Bianucci, Paola Marchetti, Amalia D'Alessio, Paolo Panelli, Ettore Gaipa, Mario Magi, Claudia Maturi, Gabriella Gabrielli, Franca Mariani, Renato De Carmine, Giuseppe Mori, Mario Lombardini, Luciano Salce, Maria Teresa Albani, Renato Lupi, Salvatore Lisitano, Marina Bonfigli.

Nel 1946 la Compagnia "Spettacoli Effe" con Vittorio De Sica, Nino Besozzi, Vivi Gioi, riprendeva I giorni della vita, ancora con la regia di Adolfo Celi.

## Riconoscimenti
- 1940 - Premio Pulitzer per la drammaturgia
- 1940 - New York Drama Critics' Circle